# Inosin
Inosin (zřídka hypoxanthosin) je purinový nukleosid, který se skládá z dusíkaté báze hypoxantinu a cukru ribózy, spojených β-N9-glykosidickou vazbou.
Neřadí se mezi běžné nukleosidy DNA či RNA, ale vyskytuje se celkem běžně v transferové RNA (tRNA), kde má klíčovou roli při tzv. wobble párování. To je mechanismus, který umožňuje jedné tRNA rozpoznat více kodonů. Inosin v této pozici může vytvářet páry s cytosinem, adeninem i uracilem. Párováním zvyšuje flexibilitu genetického kódu.

## Vznik inosinu v těle
Inosin vzniká v těle přirozeně jako součást zpracování nukleotidů (látek, ze kterých se skládá DNA a RNA). Může vznikat při jejich rozkladu, ale i během syntézy. Při tvorbě nových purinových nukletotidů vzniká důležitý meziprodukt inosinmonofosfát (IMP), který se tvoří v průběhu složité reakční kaskády zahrnující 11 enzymatických kroků. Celý proces začíná látkou ribóza-5-fosfát, na kterou se postupně přidává purinová kostra. Z IMP se pak vyrábějí další purinové nukleotidy, jako je adenosinmonofosfát (AMP) nebo guanosinmonofosfát (GMP). Při odbourávání těchto látek mohou enzymy zvané nukleotidázy z IMP opět vytvořit inosin.

### Biochemické cesty vzniku
- Přeměnou adenosinu pomocí enzymu adenosin deamináza (ADA), který odstraňuje aminoskupinu.[6]
- Odštěpením fosfátu z inosimonofosfátu (IMP) enzymem 5-nukleotidáza, a tím vznikne volný inosin.[6]
- Spojením hypoxanthinu a ribóza-1-fosfátu za účasti enzymu purin nukleosid fosforyláza (PNP).[7]

Tvorba inosinu se zvyšuje při zánětech, fyziologickém stresu nebo poškození tkání, kdy dochází k rozkladu nukleotidů a vyšší spotřebě energie.

## Původ inosinu
Inosin v organismu může pocházet buď z vnitřních (endogenních) procesů, kdy si ho tělo vytváří samo, nebo z vnějších (exogenních) zdrojů, například formou doplňků stravy či léčiv.

### Endogenní(vnitřní)
Vzniká buď v lidských buňkách při purinovém metabolismu, nebo jej mohou produkovat i některé druhy střevních bakterií např. Bifidobacterium pseudolongum. Tyto bakterie vylučují inosin jako vedlejší metabolit, který může ovlivňovat imunitní reakce a podporovat např. protinádorovou imunitu.

### Exogenní(vnější)
Do těla může být  inosin dodán zvenčí ve formě doplňků stravy nebo léčiv např. inosin pranobex. V takovém případě může mít imunostimulační, protizánětlivé nebo neuroprotektivní účinky.

## Význam inosinu
Je studován kvůli svým imunitním, protizánětlivým a regeneračním účinkům. 
V nervové soustavě podporuje růst nervových výběžků a chrání mozek při úrazech nebo neurodegenerativních chorobách. V imunitním systému pomáhá aktivovat buňky, které bojují s viry a nádorovými buňkami, zejména podporuje Th1 typ imunity. Při zánětech může snižovat tvorbu zánětlivých látek (cytokinů) a tím tlumit zánětlivou reakci. V srdci a cévách působí jako antioxidant a může chránit cévy před poškozením.
Dále bylo zjištěno, že některé probiotické bakterie ve střevech např. Bifidobacterium pseudolongum, mohou produkovat inosin, který poté podporuje imunitní obranu proti nádorům a infekcím.
Výzkumy ukazují, že spojení inosinu a mikrobiomu může v budoucnu hrát roli v léčbě různých nemocí.